# روسلان ساقابالیان
روسلان پارناوازی ساقابالیان (ارمنی: Ռուսլան Փարնավազի Սաղաբալյան انگلیسی: Rouslan Saghabalyan؛ زادهٔ ۱۵ ژانویهٔ ۱۹۵۱) روزنامه‌نگار، و فیلم‌نامه‌نویس ارمنی‌تبار اهل روسیه است.

## زندگی‌نامه
در سن ۵ سالگی به همراه خانواده اش به ارمنستان نقل مکان نمود. در دانشکده فلسفه روسی دانشگاه دولتی ایروان تحصیل نمود. بین سال‌های ۱۹۷۵ تا ۱۹۸۲ در مجله «Literary Armenia» فعالیت نمود. بین سال‌های ۱۹۹۰ تا ۱۹۹۲ سردبیر روزنامه روسی زبان آراگاست «Aragast» بود. در سال ۱۹۹۲ به مسکو نقل مکان نمود.